# Белолесское (Петриковский район)
Белолесское (бел. Белалескае) — посёлок в Петриковском сельсовете Петриковского района Гомельской области Беларуси.

## География

### Расположение
В 10 км от Петрикова, 8 км от железнодорожной станции Копцевичи (на линии Лунинец — Калинковичи), 178 км от Гомеля.

## Транспортная сеть
Транспортные связи по просёлочной, затем автомобильной дороге Лунинец — Калинковичи.

## История
Основан как посёлок торфопредприятия. В 1959 году в составе Копцевичского сельсовета 88 жителей. Согласно переписи 1970 года в составе совхоза «Петриковский».

## Население

### Численность
- 2004 год — 1 хозяйство, 1 житель.

### Динамика
- 1970 год — 51 житель (согласно переписи).
- 2004 год — 1 хозяйство, 1 житель.